# Municipio de Millbrook (Kansas)
El municipio de Millbrook (en inglés: Millbrook Township) es un municipio ubicado en el condado de Graham en el estado estadounidense de Kansas. En el año 2010 tenía una población de 108 habitantes y una densidad poblacional de 0,68 personas por km².

## Geografía
El municipio de Millbrook se encuentra ubicado en las coordenadas 39°18′47″N 99°52′40″O / 39.31306, -99.87778. Según la Oficina del Censo de los Estados Unidos, el municipio tiene una superficie total de 159.45 km², de la cual 159,41 km² corresponden a tierra firme y (0,02 %) 0,04 km² es agua.

## Demografía
Según el censo de 2010, había 108 personas residiendo en el municipio de Millbrook. La densidad de población era de 0,68 hab./km². De los 108 habitantes, el municipio de Millbrook estaba compuesto por el 100 % blancos. Del total de la población el 0,93 % eran hispanos o latinos de cualquier raza.